# حوزه انتخابیه بیستم و دوم کالیفرنیا
حوزه انتخابیه بیستم و دوم کالیفرنیا (انگلیسی: California's 22nd congressional district) یک حوزه انتخابیه مجلس نمایندگان آمریکا است که در ایالت کالیفرنیا قرار دارد.